# Stephen Brislin
Stephen Brislin (Welkom, 24 de septiembre de 1956) es un eclesiástico católico sudafricano, arzobispo de Johannesburgo desde 2024.

## Biografía
Stephen nació el 24 de septiembre de 1956, en la ciudad sudafricana de Welkom. Es de ascendencia escocesa e irlandesa. 
Realizó su formación primaria en el Convento de Santa Inés, y la secundaria de los Hermanos de las Escuelas Cristianas. Ambos centros educativos en Welkom. 
En 1975, comenzó a estudiar Psicología en la Universidad de Ciudad del Cabo. Estudió Filosofía (1976-1977) en el Seminario Nacional de Pretoria y en la Universidad de Sudáfrica, y Teología (1979-1982) en el Mill Hill Missionary Institute de Londres.   
En 1978 obtuvo una licenciatura en Artes en la Universidad de Ciudad del Cabo, y en 1982 en la Katholieke Universiteit Leuven, la licenciatura en Teología, con la tesis: "Permanent deacons in a South African diocese. Theological and pastoral considerations bearing upon the present policy in the Diocese of Kroonstad" ("Diáconos permanentes en una diócesis sudafricana. Consideraciones teológicas y pastorales relacionadas con la política actual en la Diócesis de Kroonstad").
En 1979, también completó una pasantía Pastoral en Viljoenskroon.

### Sacerdocio
Fue ordenado diácono en 1982. Trabajó en la parroquia St. Anslem en Southall hasta 1983. Su ordenación sacerdotal fue el 19 de noviembre de 1983, incardinándose en la diócesis de Kroonstad. Tras su ordenación, inicialmente pasó cuatro meses en Lesoto, donde aprendió sesoto. 
- Párroco de St Peter’s Parish de Seeisoville, Kroonstad y capellán en Virginia (1984-1985).
- Párroco de St Joseph’s Parish de Makeleketla, Winburg (1985-1986).
- Párroco en Odendaalsrus, Kutlwanong y Motsethabong (1986-1989).
- Responsable diocesano de la Pastoral vocacional (1986-2005).
- Vicario general diocesano (1990-2003).

El 2 de agosto de 2002, el papa Juan Pablo II le concedió el título honorífico de Prelado de honor de Su Santidad.
En 2003, tras el fallecimiento del obispo Johannes Ludgerus Bonaventure Brenninkmeijer OP, fue elegido por el Colegio de Consultores como administrador diocesano.

### Episcopado
El 17 de octubre de 2006, el papa Benedicto XVI lo nombró obispo de Kroonstad. Fue consagrado el 28 de enero de 2007, en la 
Church of Saint Dominic de Welkom, a manos del arzobispo Jabulani Adatus Nxumalo OMI.
- Vicepresidente del Consejo de Finanzas de la Conferencia Episcopal de África del Sur (SACBC) (2007-2012).

El 18 de diciembre de 2009, fue nombrado arzobispo de Ciudad del Cabo. Fue instalado el 7 de febrero de 2010, en el Velódromo de Bellville.
En 2011, fue nombrado Gran oficial de la Orden del Santo Sepulcro de Jerusalén, y desde entonces ha sido Gran prior de la Lugartenencia Sudafricana de la Orden.
- Presidente de la Asamblea Interregional de Obispos de África del Sur (IMBISA) (2012-2016).[6]
- Vicepresidente (2010-2013) y presidente (2013-2019) de la SACBC.

Participó en la III Asamblea General extraordinaria del Sínodo de obispos el 9 de septiembre de 2014, y en la XIV Asamblea General Ordinaria del sínodo de obispos en 2015.
Desde 2019, Brislin es miembro del Consejo de Finanzas de la SACBC y sirve como obispo de contacto para el Denis Hurley Peace Institute (DHPI) y para el Rural Development Support Programme (RDSP), así como para la Oficina católica de la Conferencia Episcopal en las Casas del Parlamento.
El 28 de octubre de 2024, el papa Francisco lo nombró lo nombró arzobispo de Johannesburgo.

### Cardenalato
Fue creado cardenal por el papa Francisco durante el consistorio celebrado el 30 de septiembre de 2023, asignándole el Título de Santa María Dominga Mazzarello. Toma posesión formal de su Iglesia Titular el 12 de mayo de 2024.
El 4 de octubre de 2023, fue nombrado miembro del Dicasterio de las Causas de los Santos.